# Adeonellopsis meandrina
Adeonellopsis meandrina är en mossdjursart som först beskrevs av Charles Henry O'Donoghue och de Watteville 1944.  Adeonellopsis meandrina ingår i släktet Adeonellopsis och familjen Adeonidae. Inga underarter finns listade i Catalogue of Life.